# Fuad Gahramanli

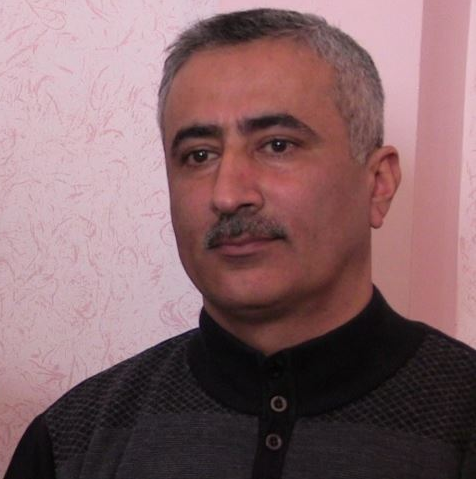
Fuad Gahramanli

Fuad Gahramanli es el vicepresidente del Frente Popular de Azerbaiyán Total, un partido político de oposición en Azerbaiyán.

## Carrera
En 2010, fue demandado por otros cinco candidatos a cargos políticos por supuestamente difamar a ellos. En abril de 2011, Gahramanli participó en una protesta política contra el gobierno. La policía lo y varios otros manifestantes que llevan detenidos. En octubre, recibió una condena de cuatro años de suspensión, que se redujo a un arresto domiciliario de dos años. Fue detenido de nuevo y fue acusado de incitar al odio racial en diciembre de 2015. Su detención se produjo tras la liberación de otro preso político, Leyla Yunus. anteriormente se desempeñó tiempo en la cárcel en 1998 por un artículo que criticaba al gobierno del presidente Heydar Aliyev. El documento fue descubierto en una redada policial en la sede del diario Jag. Fue declarado culpable de violar el artículo 63-1 el 27 de noviembre de 1998 y fue condenado a 18 meses de prisión, pero fue liberado tras las presiones del gobierno de Estados Unidos.